# Monochamus tonkinensis
Monochamus tonkinensis är en skalbaggsart som beskrevs av Stefan von Breuning 1935. Monochamus tonkinensis ingår i släktet Monochamus och familjen långhorningar. Inga underarter finns listade i Catalogue of Life.